# Convitto nazionale Tulliano
Il convitto nazionale "Tulliano", fondato ad Arpino nel 1814 (col nome di collegio "Tulliano"), è uno storica istituzione scolastica, comprensiva di liceo e di annesso convitto, che fa parte della rete dei convitti nazionali italiani. Deve il nome, "Tulliano", all'illustre oratore Marco Tullio Cicerone.

Francobollo dedicato al Collegio Tulliano

## Storia
Istituito con decreto di Gioacchino Murat il 2 giugno 1814, il Tulliano rientrava nel quadro di una riorganizzazione dell'istruzione legata alle necessità dei nuovi ceti dirigenti.
Il decreto murattiano stabiliva la nascita di un collegio-convitto, per l'insegnamento delle belle lettere e delle scienze, e con l'introduzione, rispetto a istituzioni di pari grado, di due nuove cattedre: eloquenza latina e italiana e chimica applicata delle arti.
La gestione e gli insegnamenti vennero affidati ai padri barnabiti. Dal 1849, con decreto di Ferdinando II, subentrarono i gesuiti, le cui cure durarono soltanto per un decennio, mentre a seguito della legge Casati del 1861 il Tulliano venne dichiarato governativo e affidato all'Amministrazione provinciale di Caserta, con separazione tra il liceo-ginnasio e il convitto.

## Situazione
Dal 1980 il liceo Tulliano collabora all'organizzazione del Certamen Ciceronianum Arpinas.